# Hylaeus trivittatus
Hylaeus trivittatus là một loài Hymenoptera trong họ Colletidae. Loài này được Friese mô tả khoa học năm 1917.